# Rech Károly Géza
Rech Károly Géza (Temesvár, 1882. június 20. – Temesvár, 1956) szerkesztő.

## Életútja
Tanulmányait szülővárosa római katolikus papnevelő intézetében végezte, a Hittudományi Intézet vicerektora (1920-24). Resicán plébános, majd esperes, 1925-től Temesvár-gyárvárosi apátplébános. Kiadta és szerkesztette a Der Morgen, majd a Temesvarer Volksblatt című lapokat, valamint A magyar család képes nagy naptárát (Temesvár 1920). Az Arany János Társaság elnöke (1937-48). Önálló munkája Történeti adatok a Temesvári Zenekedvelő Egyesület 42 éves múltjából című alatt évjelzés nélkül jelent meg Temesvárt.